# جاك موردوك
جاك موردوك (بالإنجليزية: Jack Murdock)‏ هو مدرب كرة سلة أمريكي، ولد في 1934.